# Ville d’Yverdon (Schiff)
Die Ville d’Yverdon ist ein Motorschiff der 1872 gegründeten Transportgesellschaft Société de navigation sur les lacs de Neuchâtel et Morat (LNM) mit Sitz in Neuenburg in der Schweiz.

## Geschichte
Das Schiff wurde im Jahr 1965 konstruiert und erhielt seinen Namen nach der waadtländischen Stadt Yverdon (die Stadt heisst seit 1982 Yverdon-les-Bains). Bei der Schiffstaufe amtete die Politikerin Françoise Perret (1919–1986) aus Yverdon als Taufpatin des Schiffes.
Als eines von neun Schiffen der Société de navigation sur les lacs de Neuchâtel et Morat, die von den Kantonen Neuenburg, Waadt und Freiburg subventioniert wird, verkehrt es fahrplanmässig auf dem Neuenburgersee und dem Murtensee sowie für die 3-Seen-Rundfahrten teilweise auch auf dem Bielersee.

## Technische Daten
Das Schiff mit einer Länge von 49,6 m und einer Breite von 9 m wird mit einer Mannschaft von 3 Personen geführt. Es hat ein Gewicht von 200 Tonnen und bietet Platz für 560 Passagiere, wovon 100 im Schiffsrestaurant. Ausserhalb der Saison ist das Schiff dauernd am Quai im Hafen von Neuenburg festgemacht und dient als Restaurant.
Der Antrieb der Ville d’Yverdon besteht aus zwei Dieselmotoren von General Motors zu je 440 PS.
Im Jahr 2018 hat die Bernerin Corinne Stauffer auf der Ville d’Yverdon als erste Frau der LNM die Prüfung zum Schiffskapitän absolviert.